# B57 핵폭탄
B57 핵폭탄은 냉전 당시 미국의 전술 핵무기이다.
1963년 생산이 시작되었다. 길이 3 m (9 ft 10 in), 직경 37.5 cm (14.75 in), 무게 227 kg (500 lbs)이다. Mod 0의 폭발력은 TNT 5 kt, Mod 1와 Mod 2는 10 kt, Mod 3과 Mod 4는 15 kt, Mod 5는 20 kt이다.
일부 버전은 낙하산이 펼쳐져 천천히 하강한다.
1963년부터 1967년까지 3,100발이 생산되었다. 원래는 마크 57 핵폭탄이라고 불렀는데 1968년부터는 B57 핵폭탄이라고 불렀다. 마크 1 리틀 보이, 마크 3 팻 맨부터 마크 83까지, 미국의 항공기용 핵폭탄은 원래 마크를 붙였지만, 1968년부터는 B를 붙여 부른다.
B61 핵폭탄을 선호하여, 1993년에 퇴역했다.
전투기, 폭격기, 해상초계기(S-3 바이킹, P-3 오라이언), SH-3 시 킹 헬기에 탑재되었다.
영국 해군의 호커 시들리 님로드 해상초계기에도 탑재되었다.
2016년 현재 미국은 항공기 투하용 핵폭탄으로 B61 핵폭탄과 B83 핵폭탄 2가지 모델만 사용중이다.

## 같이 보기
- 핵무기 목록